# Javi García
Francisco Javier „Javi“ García Fernández (* 8. února 1987 Murcia) je bývalý španělský profesionální fotbalista, který hrával na pozici defensivního záložníka. Svoji hráčskou kariéru ukončil v létě 2022, a to v portugalském klubu Boavista FC. Mezi lety 2012 a 2013 odehrál také 2 utkání v dresu španělské reprezentace.

## Klubová kariéra

### Real Madrid
Javi García si odbyl svůj debut za Real Madrid již jako sedmnáctiletý, v zápase, ve kterém „Bílý balet“ porazil Levante 5:0. Bylo to 28. listopadu 2004. Za první tým odehrál ještě dva další zápasy, poté figuroval až do konce sezóny 2005/06 v rezervě. V létě 2006 vyhrál se španělskou reprezentací do 19 let Mistrovství Evropy ve fotbale hráčů do 19 let, do prvního týmu mu to však nepomohlo.

### CA Osasuna
V srpnu 2007 se klub rozhodl jej prodat a přes zájem Liverpoolu, či španělských týmů Atlética Madrid a Deportiva La Coruña nakonec skončil v týmu Osasuny, za přibližně 2,5 miliónu eur. V prvních šesti zápasech, ve kterých nastoupil dokázal vstřelit dvě branky, konkrétně při výhrách nad Levante 4:1 a nad Villarealem 3:2.

### Real Madrid
Jelikož měl García ve smlouvě dodatek o zpětném odkoupení ve výši 4 miliónů eur a Real se rozhodl tuto klauzuli aktivovat, stěhoval se García zpět na Estadio Santiago Bernabéu. V sezóně 2008/09 však za madridský tým nastoupil pouze v 15 utkáních.

### Benfica Lisabon
21. června 2009 podepsal Javi García pětiletý kontrakt s Benficou, která za něj zaplatila přibližně 7 miliónů eur. Ve své první sezóně v klubu nastoupil mnohokrát v základní sestavě a vstřelil také tři branky. Benfica také v sezóně 2009/10 vyhrála po pěti letech portugalskou Primeira Ligu.

### Manchester City
31. srpna 2012 přestoupil Javi García z Benficy do Manchesteru City za částku kolem 16 miliónů liber.

### Zenit Petrohrad
V srpnu 2014 přestoupil do ruského prvoligového klubu Zenit Petrohrad, kde podepsal pětiletou smlouvu.

## Úspěchy

### Klubové

#### Real Madrid
- Španělský superpohár: 2008

#### Real Madrid B
- Tercera División: 2004/05

#### Benfica
- Portugalská liga: 2009/10
- Portugalský ligový pohár: 2009/10, 2010/11, 2011/12

### Reprezentační

#### Španělsko U19
- Zlatá medaile z ME U19 (2006)